# Consejo de artes Alhamra
El Consejo de artes Alhamra (o bien: Alhamra Arts Council; también Sala Alhamra, Complejo cultural Alhamra o galería de arte Alhamra) es un famoso teatro cultural y lugar de celebración de artes escénicas en Lahore situado en una calle comercial. Se trata de un centro paquistaní que muestra todas las tradiciones y la arquitectura de ese país asiático. El complejo fue diseñado por el destacado arquitecto Nayyar Ali Dada y se terminó en 1992. Consta de un auditorio de 800 asientos, un teatro de 500 asientos, una galería de arte, así como una sala de conciertos, construida en tres alas separadas y cada uno basado en formas octogonales. La estructura está construida con ladrillo expuesto grueso y refleja influencias de la arquitectura mogol.